# Лавџој (Џорџија)
Лавџој (Џорџија) (енгл. Lovejoy) град је у америчкој савезној држави Џорџија. По попису становништва из 2010. у њему је живело 6.422 становника.

## Демографија
Према попису становништва из 2010. у граду је живело 6.422 становника, што је 3.927 (157,4%) становника више него 2000. године.
| Група             | 2000.         | 2010.         |
| Белци             | 1.560 (62,5%) | 874 (13,6%)   |
| Афроамериканци    | 836 (33,5%)   | 4.563 (71,1%) |
| Азијати           | 15 (0,6%)     | 42 (0,7%)     |
| Хиспаноамериканци | 61 (2,4%)     | 874 (13,6%)   |
| Укупно            | 2.495         | 6.422         |